# Dolmen de Castelló
Le dolmen de Castelló est un dolmen situé à Prats-de-Mollo-la-Preste, dans le département français des Pyrénées-Orientales. Il a été découvert en 2011.

## Situation
Le dolmen est situé à proximité du col de Castelló, qui lui a donné son nom, que l'on rejoint en empruntant un chemin au nord-est de la ville et partant du Mas des Garcies.

## Historique
Recensé en 2011, le dolmen de Castelló est le dernier à avoir été découvert dans le département des Pyrénées-Orientales.